# Tractiemachine

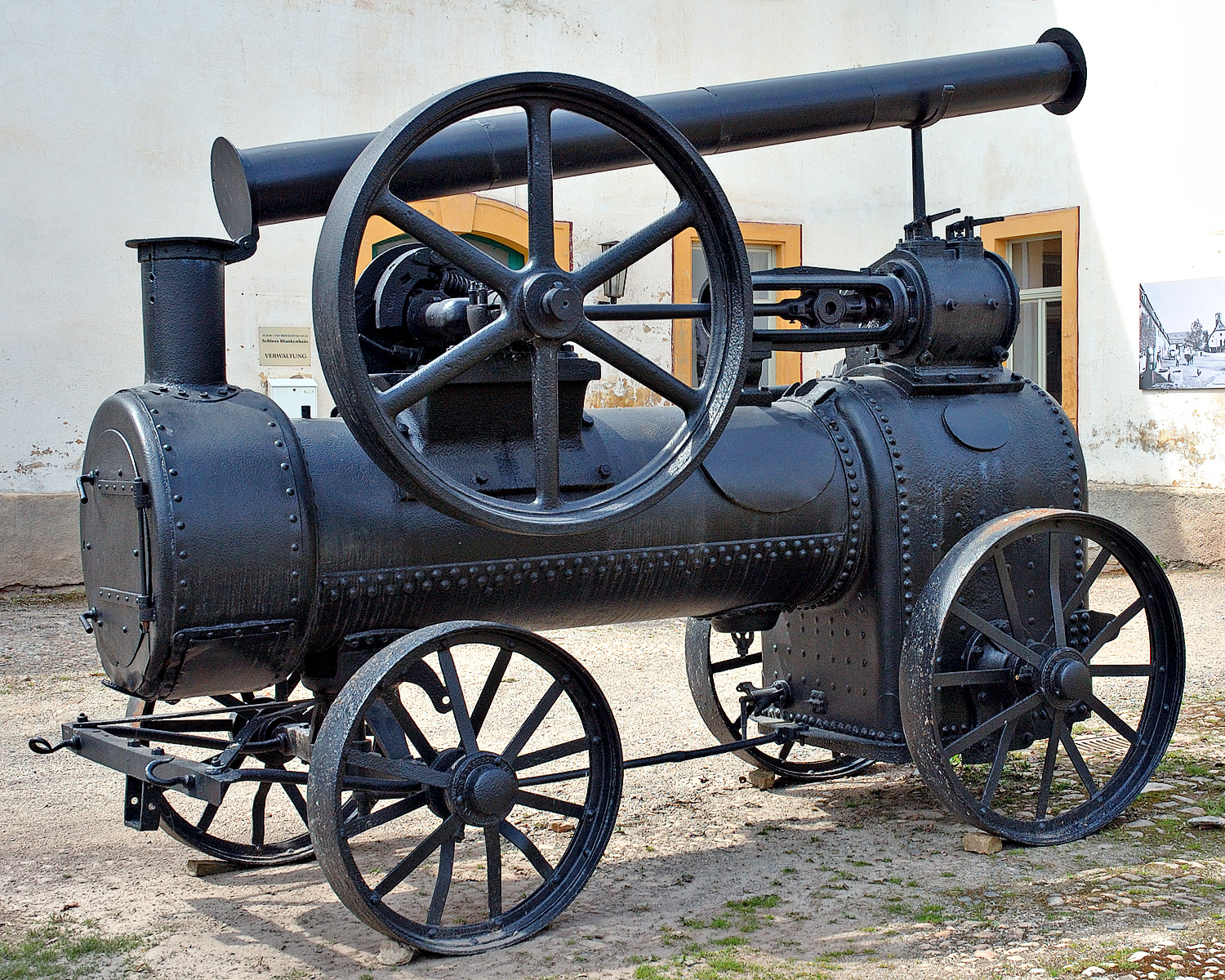
Locomobiel

Een tractiemachine, ook wel locomobiel of "traction engine", is een mobiele stoommachine, geëvolueerd uit de stationaire stoommachines die gebruikt werden in de tweede helft van de 18de eeuw. Zij hebben vooral het landbouwlandschap gekleurd.

## Overzicht
Het woord "tractor" komt van het Latijnse werkwoord "trahere", wat "trekken" betekent. Stoomtractors dienden echter niet altijd om lasten te trekken. In de landbouw bijvoorbeeld werden zij zelfs vooral gebruikt om al dan niet stationaire landbouwmachines aan te drijven. Tijdens de uitoefening van haar opdracht zelf was het gedrag van zo'n stoommachine dan ook dikwijls stationair.
De "big boom" van de populariteit, productie en toepassing van stoommachines in de landbouw en het wegtransport moet ongeveer gesitueerd worden tussen 1880 en 1920. Het is tijdens deze periode dat veruit de meeste tractiemachines werden gebouwd. Vanaf de jaren 20 kreeg de tractiemachine het moeilijk, omwille van interessante en efficiënte alternatieven in de vorm van stationaire motoren aangedreven door petroleum of paraffine, maar de productie bleef doorlopen tot ver in dat decennium, en het gebruik tot ver in de jaren 30.
Zeer vroege ontwikkelingen van deze technologie, nog niet noodzakelijk toegepast op mobiele chassisconstructies, kunnen al worden aangetroffen bij Denis Papin's uitvinding van de snelkookpan in 1679, die een inspiratiebron vormde voor Thomas Savery die in 1698 een primitieve vorm van stoommachine patenteerde. Later werkte Savery samen met Thomas Newcomen aan de eerste atmosferische stoommachine.

## Geschiedenis
Zoals dit eigenlijk ook geldt voor de stoommachine in het algemeen, kan ook de uitvinding van het stoomaangedreven wegvoertuig niet aan een specifiek persoon worden toegeschreven. Waarschijnlijk zijn de meest bruikbare en geavanceerde ideeën afkomstig van de Franse militaire ingenieur Nicolas-Joseph Cugnot, die initieel een zelf aangedreven driewieler ontwikkelde, voornamelijk om zware artilleriestukken te velde te kunnen verplaatsen.
Op 23 oktober 1769 demonstreerde Cugnot in Parijs zijn eerste machine, in het bijzijn van een schare vooraanstaande regeringsfunctionarissen en militairen. De machine had een topsnelheid van ongeveer 3 km/u en een boilerautonomie van zo'n 15 minuten. Sommige bronnen spreken van een incident met de machine in 1771, toen deze een stenen muur omver gereden zou hebben. Dit voorval heeft verdere ontwikkelingen mogelijk bemoeilijkt. Het derde model van Cugnot, vervaardigd in 1771, wordt tentoongesteld in het "Musée National des Techniques" te Parijs.
In Engeland bouwde mijningenieur Richard Trevithick in Cornwall de eerste zelf voortbewegende stoommachine. Zoals veel van zijn collega's, besteedde hij een groot deel van zijn leven aan de voortdurende perfectionering van stoommachines. Hij begon met de bouw van balansmachines die water uit mijnschachten moesten pompen. In tegenstelling tot bijvoorbeeld James Watt, paste Trevithick echter meestal een veel hogere stoomdruk toe, en dit tevens op kleinere cilinders. Dit stelde hem in staat tussen 1800 en 1815 een aantal "stoomaangedreven wagens" te ontwikkelen die zich op rails voortbewogen. Op commercieel vlak heeft Trevithick echter nooit veel succes gehad.
Ransomes, uit Ipswich, zou rond 1840 de eerste echte "traction engine" voor de landbouw hebben ontwikkeld. Vanaf dan ging alles vrij snel. Er kwamen gauw concurrenten die al even vlug op technologisch vlak niet veel achter waren. In deze periode ontstonden dan ook de bekende namen, zoals Aveling, Charles Burrell, Clayton, John Fowler en Garrett.
De mobiele stoommachines hadden een belangrijk ding gemeen: het waren allen aangepaste stationaire machines die verplaatsbaar waren, meestal door de boilerketel op een van wielen voorzien chassis te plaatsen en de cilinders, drijfstangen en het vliegwiel boven op de ketel te monteren. Bij deze machines werd de voortgebrachte kracht van de stoom nog niet benut voor de aandrijving van de wielen onder het chassis. Wanneer verplaatsing noodzakelijk was, werden paarden ingezet om het geheel voort te trekken.

## Soorten tractiemachines
Men kan over het algemeen zeven verschillende soorten mobiele wegmachines onderscheiden:

### De verplaatsbare machine
Dit was het eerste type machine. Het werd in Groot-Brittannië gebruikt op en rond boerderijen. Deze machines waren niet zelf aangedreven en werden verplaatst door middel van trekpaarden. Door hun verplaatsbaarheid werden ze vaak "locomobielen" genoemd. In het begin, rond 1830 in Engeland en 1850 in de Verenigde Staten, waren ze klein. Tot ver in de jaren twintig werden ze gebruikt voor het aandrijven van houtzaagmachines of andere stationaire machines via een lange gekoppelde riem.
Rond de eeuwwisseling (19de-20e eeuw) werden heel wat landbouwmachines sneller, krachtiger en efficiënter. Veel van deze machines hadden een productiecapaciteit van tweemaal datgene wat 20 jaar daarvoor een normaal aanvaardbare norm was. Mede hierdoor werden steeds meer eisen gesteld aan de stoommachines die voor de aandrijving moesten zorgen. Het vermogen moest toenemen, wat resulteerde in grotere cilinders en boilercapaciteiten en dus zwaardere machines.

### De polyvalente landbouwmachine
Deze machines kwamen het vaakst voor in de omgeving van boerderijen. Omdat niet elke landbouwer zich een eigen machine kon veroorloven, ontstonden in deze tijd heel wat firma's die deze machines op contractuele basis ter beschikking stelden (al dan niet met personeel). Deze machines, die zichzelf konden voortbewegen, verplaatsten zich zo van boerderij tot boerderij. Ze werden zoals hun voorlopers ingezet voor het aandrijven van stationaire machines die bijvoorbeeld konden dorsen, kappen, zagen, pellen enzovoort.
Het moet niet gezegd worden dat de ontwikkeling van de zelf aangedreven stoommachine een enorme stap voorwaarts was in de "mechaniseringsboom" van het wegtransport en de landbouw in die tijd. Het vermogen van deze machines werd via een drijfwerk overgebracht op de achterwielen. De eerste modellen van deze machines werden bij verplaatsing nog steeds geholpen door paarden, vooral wanneer de getrokken last in feite te zwaar was voor het vermogen van de toen nog relatief kleine machines.
Later kwam bij de voortstuwing ook de sturing: een kettingsysteem dat werd gekoppeld aan de voorwieldragers en dat kon worden geregeld door een wormschroef, die op zijn beurt gekoppeld was aan een as die uitkwam bij het stuurwiel. Om de machine te bedienen zonder dat de kracht werd overgebracht op de wielen, werd in het vliegwiel een koppelingssysteem ingebouwd dat uitgetrokken kon worden. Nog later werd voor- en achterwaarts rijden mogelijk door een omkeerbare stoomschuifregeling in te bouwen.
De polyvalente landbouwmachines werden tot in de late jaren dertig geproduceerd. In deze periode maakte een nieuwe generatie landbouwmachines opgang: de petroleumparaffinetractoren. Deze waren beduidend minder duur in onderhoud en tevens handiger in gebruik. De polyvalente landbouwstoommachines bleven in gebruik tot in de jaren vijftig.

### Weglocomotieven
Weglocomotieven waren exclusief gebouwd om zware lasten op de openbare weg voort te trekken. Deze doelstelling zorgde voor een aantal fundamentele verschillen ten opzichte van de polyvalente landbouwmachines. Ze hadden rubberbanden rond de wielen (geen luchtbanden) om geen schade toe te brengen aan het asfalt of het grind waarop ze reden en hadden een schijfvormig vliegwiel (dus niet met spaken), om zo de (in die tijd op de openbare weg nog talrijk aanwezige) paarden niet af te schrikken.
De meeste weglocomotieven waren heel wat groter dan de gemiddelde polyvalente landbouwmachine. Om de autonomie van deze "road loco's" te verhogen werden tevens zijdelingse waterreservoirs aangebracht, alsook een grotere kolenbunker. Ook klassiek waren de drie versnellingen (meestal drie vooruit en drie achteruit). De weglocomotieven waren de eerste echt krachtige stoomtrekkers en velen waren in staat om een massa van om en bij 120 ton te verplaatsen.

#### Ondercategorie weglocomotieven: Showman's engines
Een aparte groep van weglocomotieven waren de zogenaamde kermistractoren of "Showman's engines". Doel van deze machines was het slepen van karren met onderdelen van een carrousel of een andere kermisattractie. Voor de opbouw van de attractie ter plaatse waren heel wat kermistrekkers uitgerust met een hijskraan. De kermisattracties werden meestal aangedreven door de stoommachine van de trekker zelf. Voor de elektrische verlichting zorgde een dynamo (deze zorgde later ook voor de aandrijving van de kermisattractie zelf), meestal gemonteerd vooraan boven op de stoomketel, op een uitstekend plateau dat ook de voorste dakstijlen ondersteunde.
In visueel opzicht waren de Showman's engines al gauw gemakkelijk te onderscheiden van de gewone weglocomotieven: de meeste hadden en tot aan de voorkant doorlopend dak, in het begin dikwijls en uiteindelijk zo goed als altijd voorzien van een reeks lampen. Onderdelen en wielspaken werden rijkelijk beschilderd met talrijke sierlijnen. Showman's engines werden zo snel meer dan enkel nuttige en functionele objecten.

### Stoomtractors
De stoomtractors leken erg op de weglocomotieven, maar ze waren meestal kleiner. Het gemiddeld gewicht lag rond 2 à 3 ton, en modellen die bediend konden worden door één persoon wogen nooit meer dan 5 ton. De bedoeling was dat ze middelzware vrachten trokken. Garrett bracht met het model 4CD de meest populaire stoomtractor op de markt. Ook van stoomtractors werden modellen gebouwd voor de kermissen. En ook deze showman's engines waren kleiner dan hun grotere broers die behoorden tot de categorie van de weglocomotieven.

### Stoomwalsen

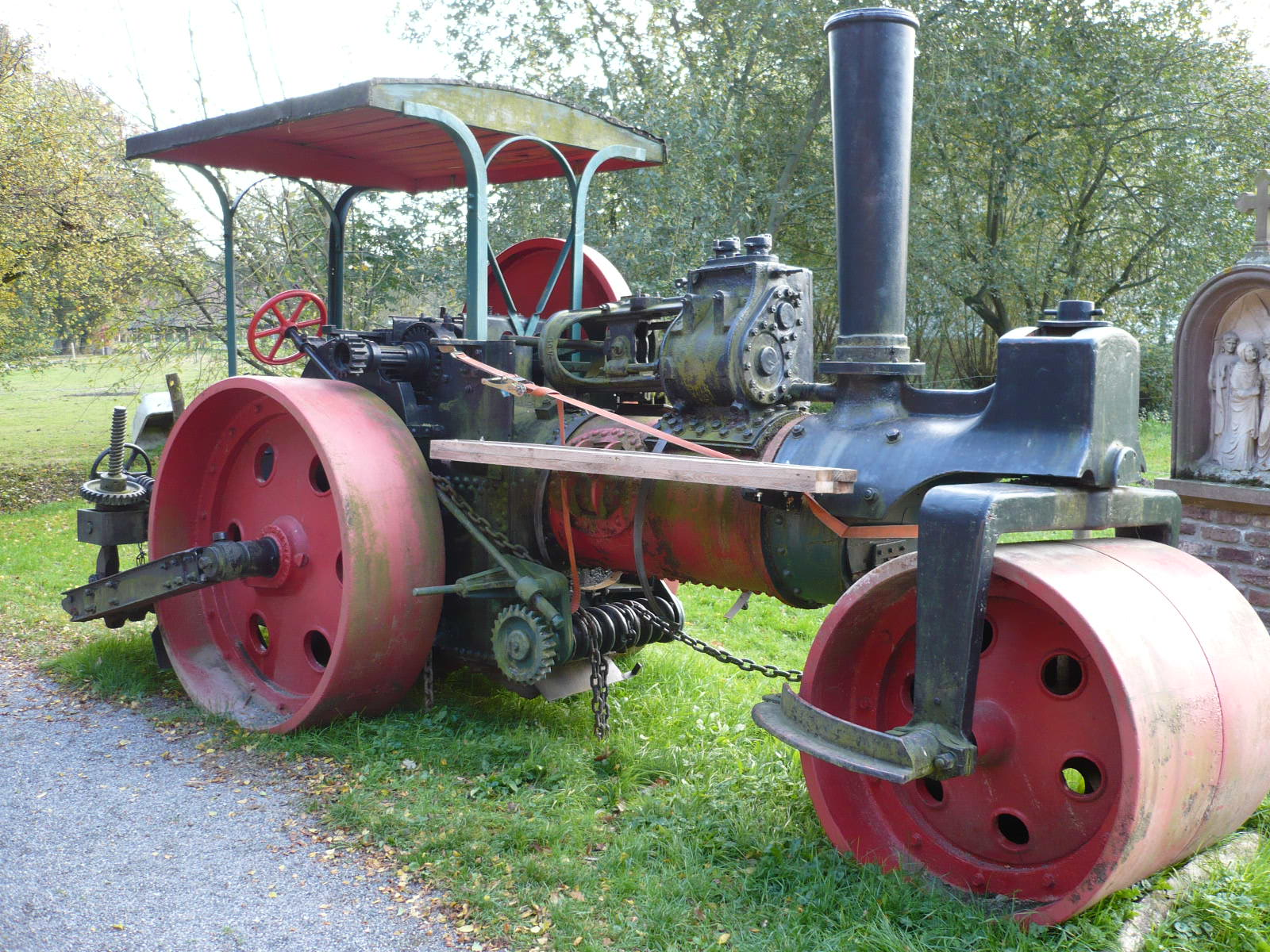
stoomwals

Tot in de vroege jaren zestig waren stoomwalsen in gebruik. In het begin waren deze machines extreem zwaar: gemiddeld bedroeg het gewicht tussen 20 à 25 ton. Naarmate bestratingtechnieken evolueerden en ook asfalt meer en meer werd toegepast daalde dit gemiddelde tot ongeveer 12 à 15 ton.

### Ploegmachines
Omdat dit type niet het veld op en af reed, maar stationair bleef voor de uitvoering van zijn taak, opereerden ploegmachines steeds in paren. Beide machines bevonden zich aan weerszijden van het werkveld en werden verbonden met een riem waaraan een ploeg was gekoppeld. Het was de ploeg die langs het veld heen en weer werd bewogen. Daar beide machines in feite alleen maar trokken (dus er was een alternerende samenwerking tussen beide machines) was een van de twee gebouwd om aan de rechterzijde te trekken en de andere aan de linkerzijde. Ploegmachines waren uitermate krachtig en zwaar (gemiddeld 22 ton), daar ze in staat moesten zijn om over een grote afstand een ploeg door de aarde te trekken. Per dag kon zo tot 4000 vierkante meter akker worden geploegd.

### Stoomlorries
De laatste van de zeven groepen van door stoom aangedreven wegvoertuigen is de zogenaamde stoomlorrie. Stoomlorries werden vanaf het begin van de 20e eeuw ontwikkeld. De eerste types leken sterk op de tractors, daar de eigenlijke machine (cilinder, krukstang en vliegwiel) boven op de boiler was gemonteerd. In Engeland sprak men dan ook van "overtypes". Deze via een ketting aangedreven machines waren in staat om, met vaste rubberbanden, snelheden rond 40 km/u te halen. Latere modellen beschikten over een verticale gemonteerde boiler en een motor, verborgen onder het chassis (de zogenaamde "undertypes"). Bij de meeste van deze modellen zorgden luchtbanden voor meer rijcomfort. Een van de commercieel meest succesvolle producenten van stoomlorries in Engeland was Foden uit Cheshire.